# Lucien Meunier
Lucien Meunier, né le 21 décembre 1907 à Boulogne-sur-Mer, et mort le 6 décembre 2000 à Rethel, est un homme politique français, membre de l'UNR-UDT.

## Biographie
Agent d'assurances, il se lance dans la politique en 1961, à 53 ans, en se présentant comme candidat gaulliste au conseil général pour le canton de Juniville, mais il est battu. Il a plus de succès aux législatives de novembre 1962, provoquées par la dissolution de l'Assemblée nationale le 9 octobre 1962, à la suite du vote de la censure du 4 octobre. Il devient député des Ardennes, dans la première circonscription de Mézières-Rethel. Ces législatives sont marquées par un raz-de marée dans les Ardennes de son parti, l'Union pour la nouvelle République (UNR), principal parti soutenant le général de Gaulle, et qui vient d'absorber l'Union démocratique du travail pour devenir l'UNR-UDT : ce parti l'emporte dans les trois circonscriptions.
En 1965, Lucien Meunier devient également maire de Juniville. Il le reste durant deux mandats, jusqu'en 1978, faisant bâtir notamment un collège, un nouveau groupe scolaire (maternelle et primaire), des logements HLM, et créant le premier lotissement communal (Val des Paons). Sa nouvelle candidature au conseil général échoue par contre à nouveau en octobre 1967. Quelques mois auparavant, il a réussi à se faire réélire au second tour des élections législatives de mars 1967, sous le nouveau sigle UDV et est le seul candidat de son parti à réussir à se maintenir dans les Ardennes, signe d'une usure du parti gaulliste. À la suite des événements de mai 1968 et d'une nouvelle dissolution de l'Assemblée nationale le 30 mai 1968, il est à nouveau retenu comme le meilleur candidat pour cette première circonscription des Ardennes par son parti, qui s'appelle désormais l'UDR (Union pour la défense de la République). Il arrive clairement en tête au premier tour, recueillant 46 % des suffrages exprimés et est réélu au second tour.
Les années 1970 sont plus difficiles dans le département avec des fermetures d'usines, et au niveau national avec une partie de la droite qui se démarque du gaullisme. La législative de mars 1973 s'annonce difficile. Lui est signataire de l'« appel des 43 » en faveur d'une candidature de Valéry Giscard d'Estaing à l'élection présidentielle de 1974. Les trois composantes principales de la majorité (UDR, Républicains indépendants et Centre démocratie et progrès) décident d'aborder cette élection sous une étiquette unique, l'URP (Union des républicains de progrès pour le soutien au président de la République). L'inamovible Lucien Meunier est retenu à nouveau par ce nouvel ensemble URP comme candidat pour la première circonscription, et réélu. Une certaine lassitude à son égard se manifeste toutefois et est utilisée par ses adversaires, un de leurs slogans dans cette campagne de 1973 étant le prévisible « Meunier tu dors ».
En 1978, âgé de 71 ans, dans un contexte marqué par la défiance de son parti gaulliste envers le Premier ministre de Valéry Giscard d'Estaing, Raymond Barre, et par une poussée de la gauche dans les Ardennes, il ne se représente pas. La formation de Jacques Chirac choisit pour le remplacer Hilaire Flandre, le leader départemental du principal syndicat agricole, la FNSEA. Mais sa circonscription, la première, ainsi que la seconde, sont emportées en définitive par les candidats du Parti communiste. Seul le nouvel homme fort de son parti dans les Ardennes, Jacques Sourdille, arrive à se maintenir dans la troisième circonscription. Il se retire dès lors de la vie politique.